# キヅタ
キヅタ（木蔦、学名: Hedera rhombea）は、ウコギ科キヅタ属の常緑つる性木本。落葉性のツタ（ブドウ科）に対し、常緑性で冬でも葉が見られるのでフユヅタ（冬蔦）ともいう。庭木に利用される。

## 名称
和名「キヅタ」は、ブドウ科の落葉性のツタに比べて、木質が強いことから名付けられている。別名では「フユヅタ」ともよばれ、常緑性で冬でも葉があることに由来する。

## 形態・生態
常緑のつる性木本。茎から多数の不定根（付着根）という細かいブラシのようなヒゲ根を出して、他の樹木や岩、石垣などをはいのぼる。ブドウ科のツタよりも茎の太さは太くなり、這い上がる高さも高くなる。
葉は厚く革質で、長さ1.5 - 5センチメートル (cm) の葉柄をもって茎に互生する。葉の形は、若枝のものは卵円形または菱形状卵形で葉先が3 - 5裂するが、古い枝の葉は菱形状卵形または卵状披針形で先が尖り葉先は裂けない。葉身は長さ3 - 7 cm、幅2 - 5 cmになる。ツタとは異なり、常緑のため緑色の葉を一年中つけている。
花期は秋（10 - 11月ごろ）。茎の先に1個から数個の散状花序を出して、小花を多数つける。花は5弁花で黄緑色、花弁の長さは3mmになる。雄蕊は5本つく。

果期は翌年の春（4月ごろ）で、黒く熟した径6 - 7ミリメートル (mm) の球形をした果実をつける。

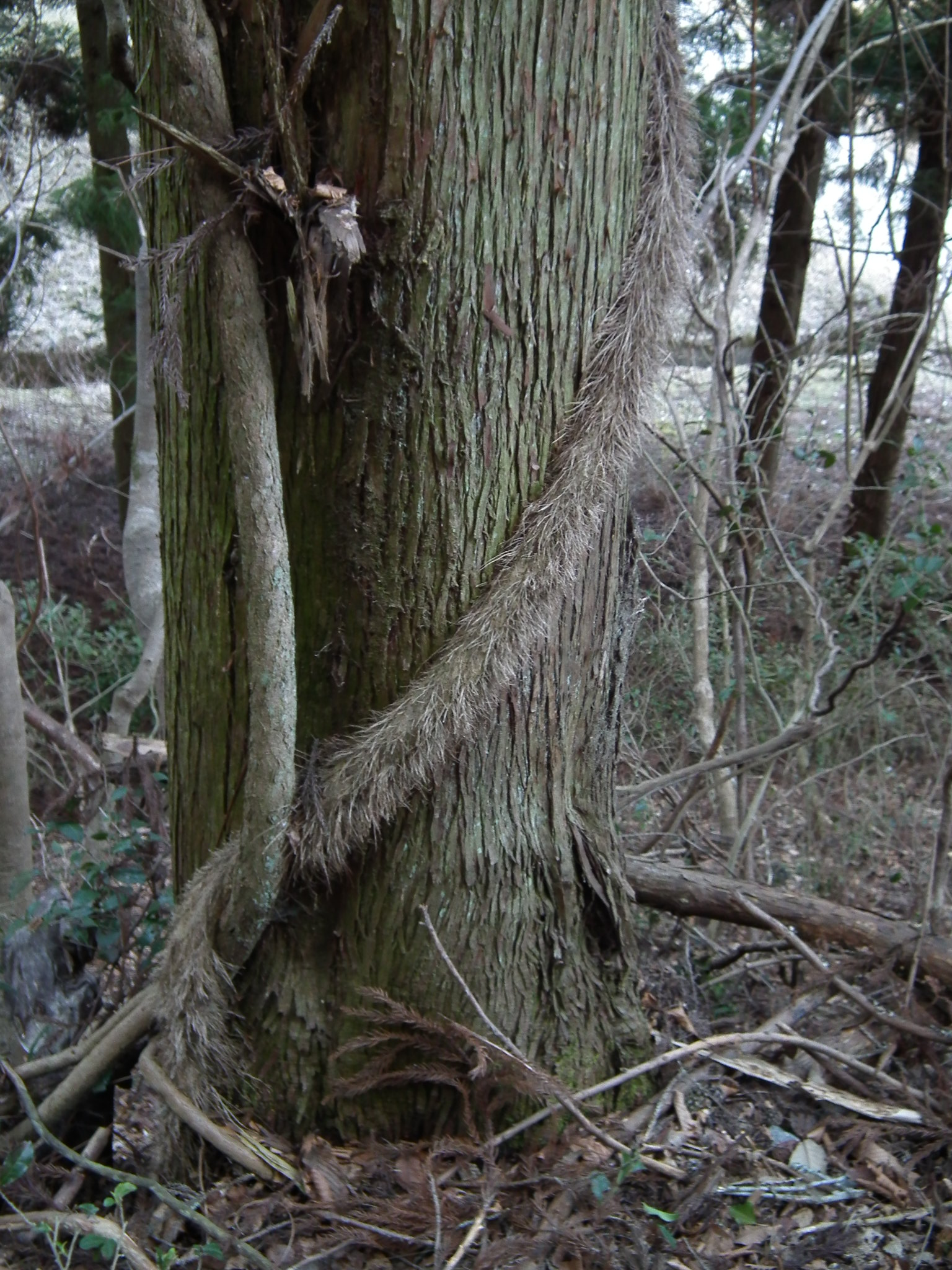
ヒノキに気根を出しながら這い登るキヅタ
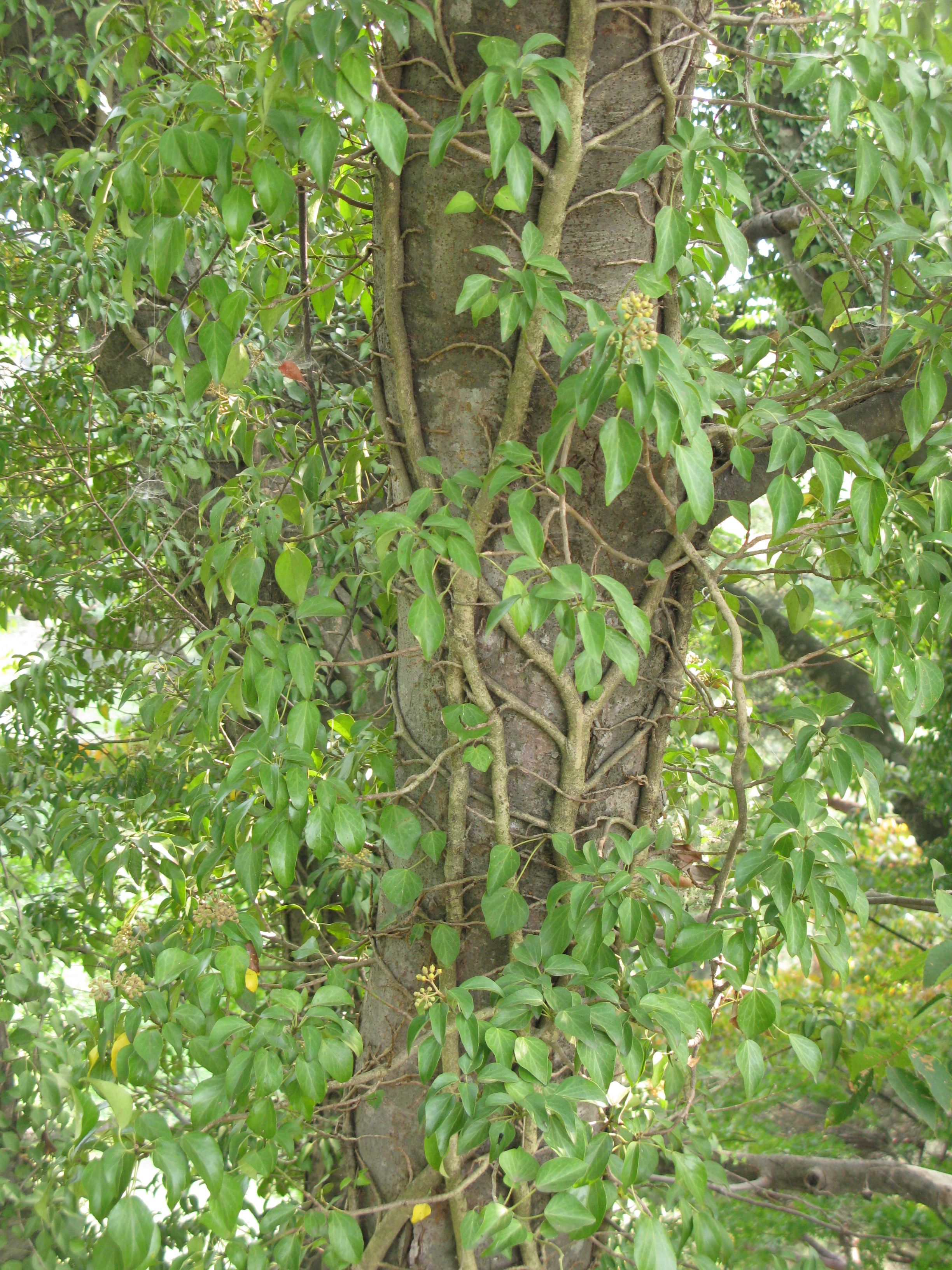
高木を這い登る
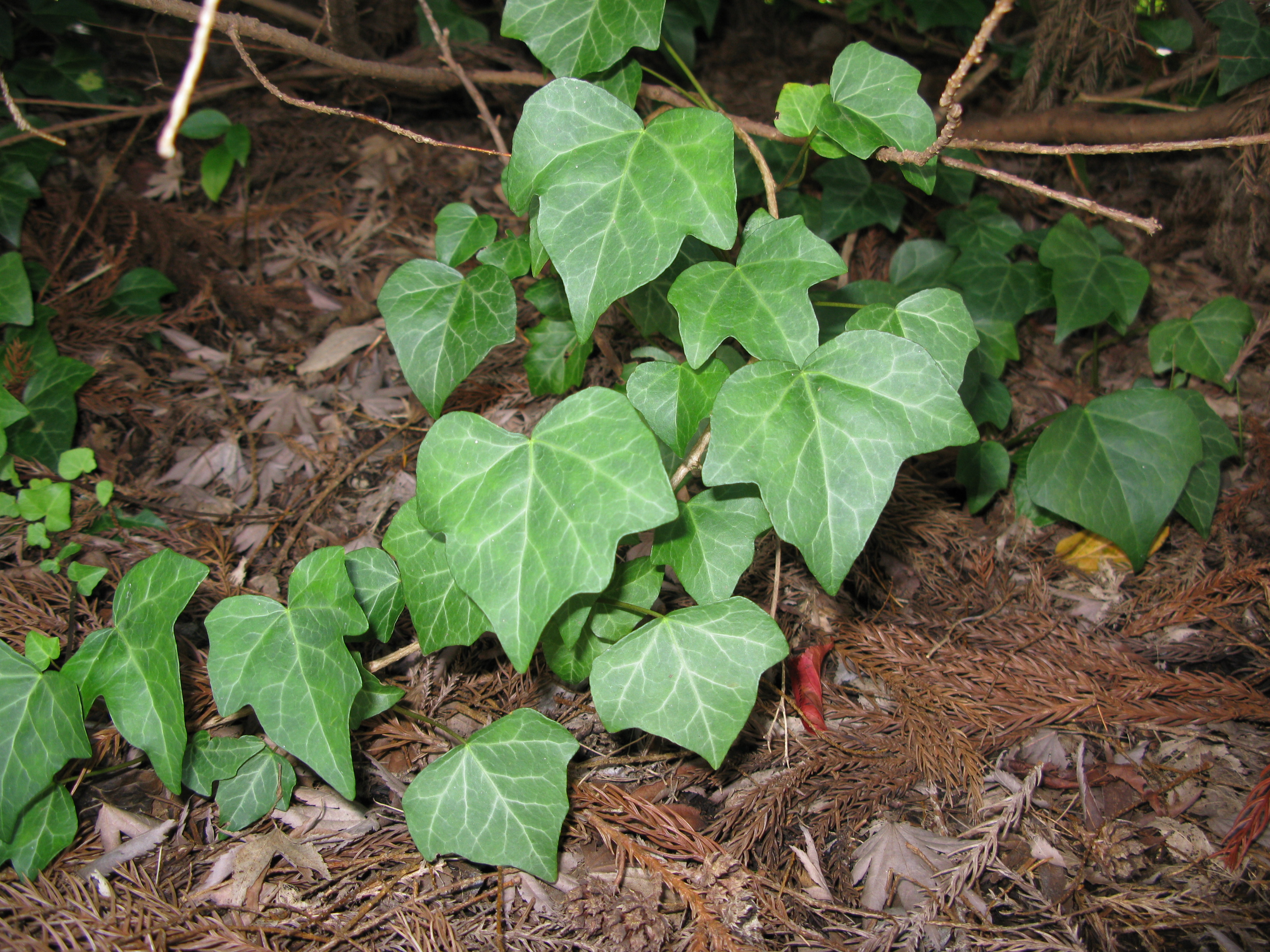
葉先が3裂した若枝の葉
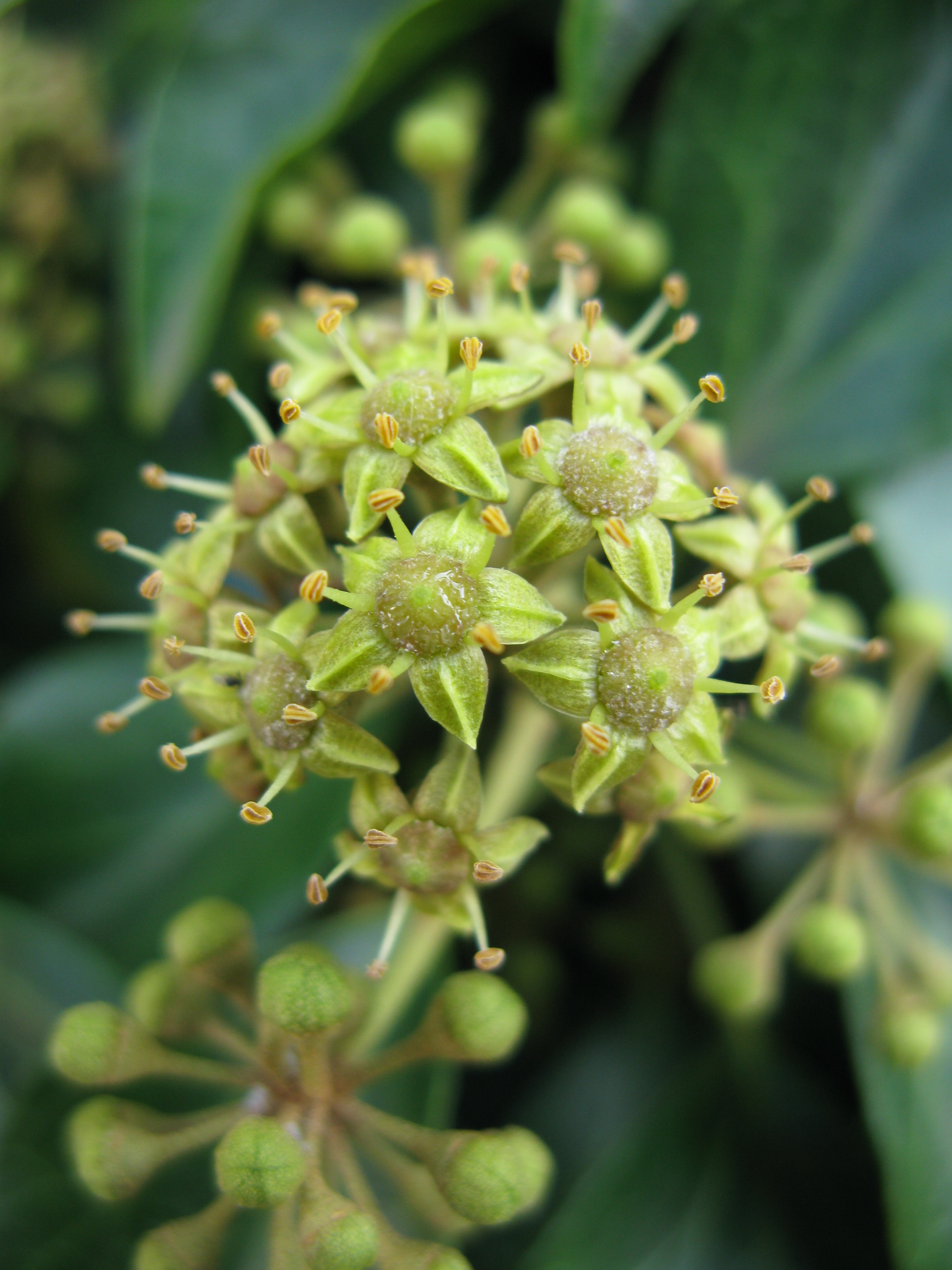
黄緑色の5弁花で雄蕊は5本
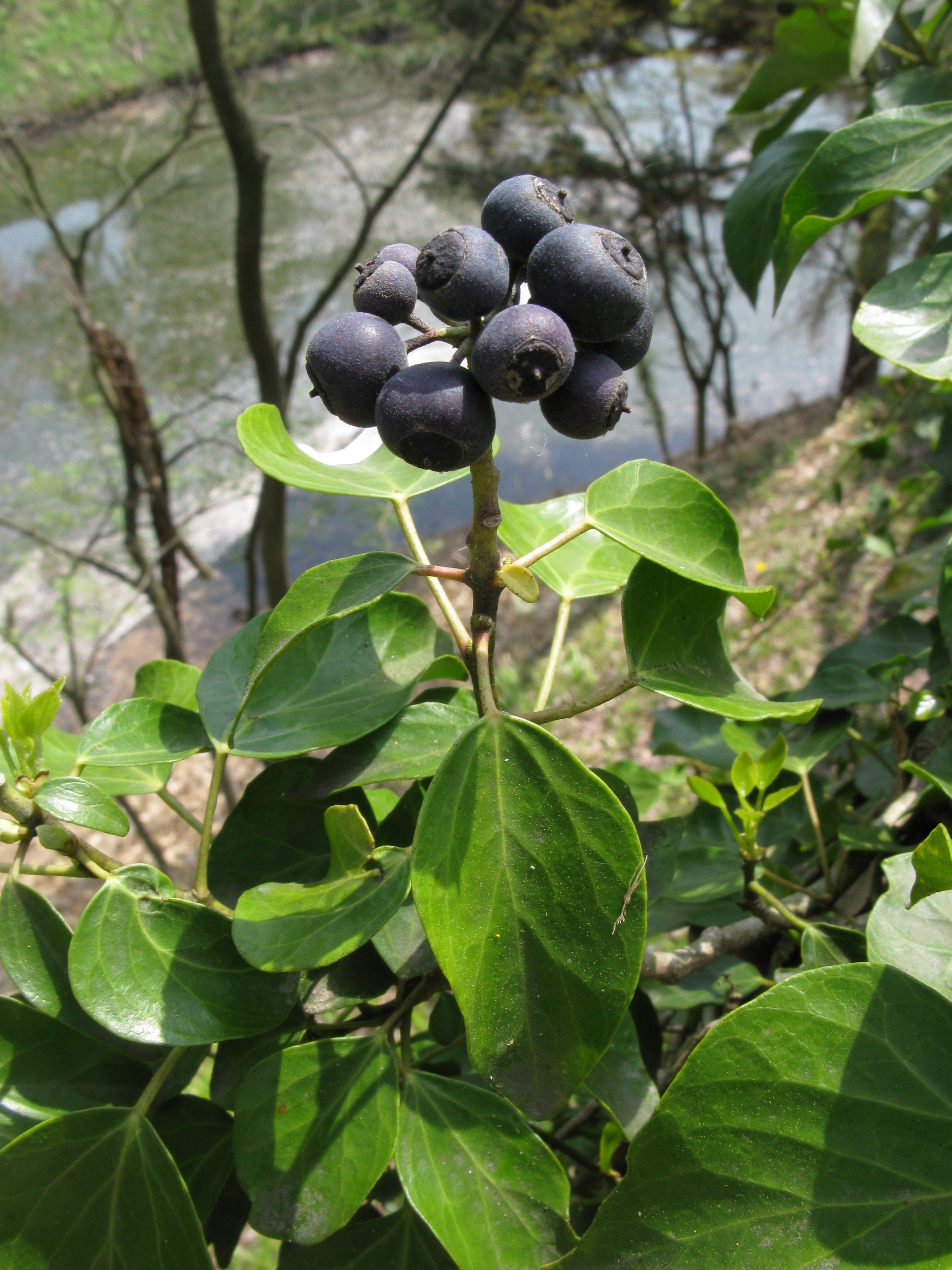
果実

## 分布・近縁種
東アジアの朝鮮、日本、中国南部、台湾に分布する。日本では北海道南部、本州、四国、九州、琉球（南西諸島）に分布する。
低地の山野に生える。耐寒性が強く、日陰でも良く育つ。

### 近縁種
オカメヅタ Hedera canariensis
日本でもグランドカバーや観賞用として庭や鉢に植栽され、ヘデラ・カナリエンシス、カナリーキヅタなどの名前で知られている。乾燥に強く生育が旺盛である。斑入りの品種が好まれる。
セイヨウキヅタ Hedera helix
別名、アイビー、ヘデラ・ヘリックス。ヨーロッパに分布するキヅタのなかまで、緑化植物として日本にも輸入されている。葉は明るい緑色で、しばしば5裂している。日本では、壁面緑化に利用されるほか、道路脇などの植え込みに使われる。